# Le Monstre des abîmes
Pour l’article homonyme, voir Le Monstre des abîmes (téléfilm, 2011).
Pour plus de détails, voir Fiche technique et Distribution.
Le Monstre des abîmes (Monster on the Campus) est un film américain de Jack Arnold, sorti en 1958.

## Synopsis
Donald Blake, professeur de biologie dans une université, apporte pour ses expériences sur l'évolution un spécimen de coelacanthe, un poisson préhistorique qui semble provoquer d'étranges réactions sur les personnes qui s'en approchent.

## Fiche technique
- Titre original : Monster on the Campus
- Titre français : Le Monstre des abîmes
- Réalisation : Jack Arnold
- Scénario : David Duncan
- Photographie : Russell Metty
- Montage : Ted J. Kent
- Direction artistique : Alexander Golitzen
- Décors de plateau : Julia Heron et Russell A. Gausman
- Société de production : Universal Pictures
- Pays de production :  États-Unis
- Format : Noir et blanc - 1,85:1 - Mono
- Genre : horreur
- Dates de sortie : 
  - États-Unis : 17 décembre 1958
  - France : 27 janvier 1960
- Affiches : Reynold Brown (États-Unis), Constantin Belinsky (France)

## Distribution

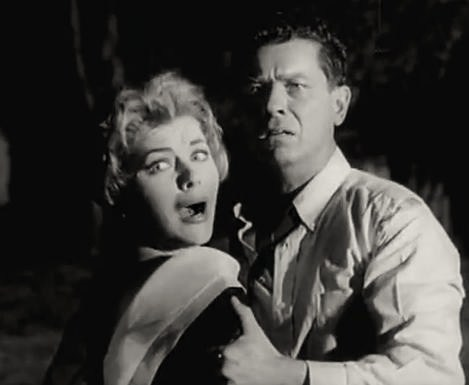
Joanna Moore et Arthur Franz dans la bande-annonce du film

- Arthur Franz : Donald Blake
- Joanna Moore : Madeline Howard
- Judson Pratt : Mike Stevens
- Nancy Walters : Sylvia Lockwood
- Troy Donahue : Jimmy Flanders
- Phil Harvey : Sergent Powell
- Helen Westcott : Molly Riordan
- Whit Bissell : Dr Oliver Cole
- Ross Elliott : Eddie Daniels